# حرم سبزقبا
حرم سَبزِقَبا مجموعه آرامگاهی شیعی، منسوب به محمد بن موسی بن جعفر است، که در شهر دزفول واقع می‌باشد.

## سبزقبا کیست؟
سبزقبا، همان محمد بن موسی بن جعفر است، که به‌دلیل آنکه معمولاً لباس سبزرنگ پوشیده، به سَبزِقَبا معروف شده است. وی که در حدود ۱۸ سالگی به دزفول آمد، ابتدا میهمان پیرزن مریض شیعه‌ای شد، که طبق حکایات، به دعای سبزقبا شفا یافته، و پس از آن پیشه سقایی را به عهده گرفته، و هر که از دست او آب خورده و بیمار بوده، فوراً شفا یافته است.

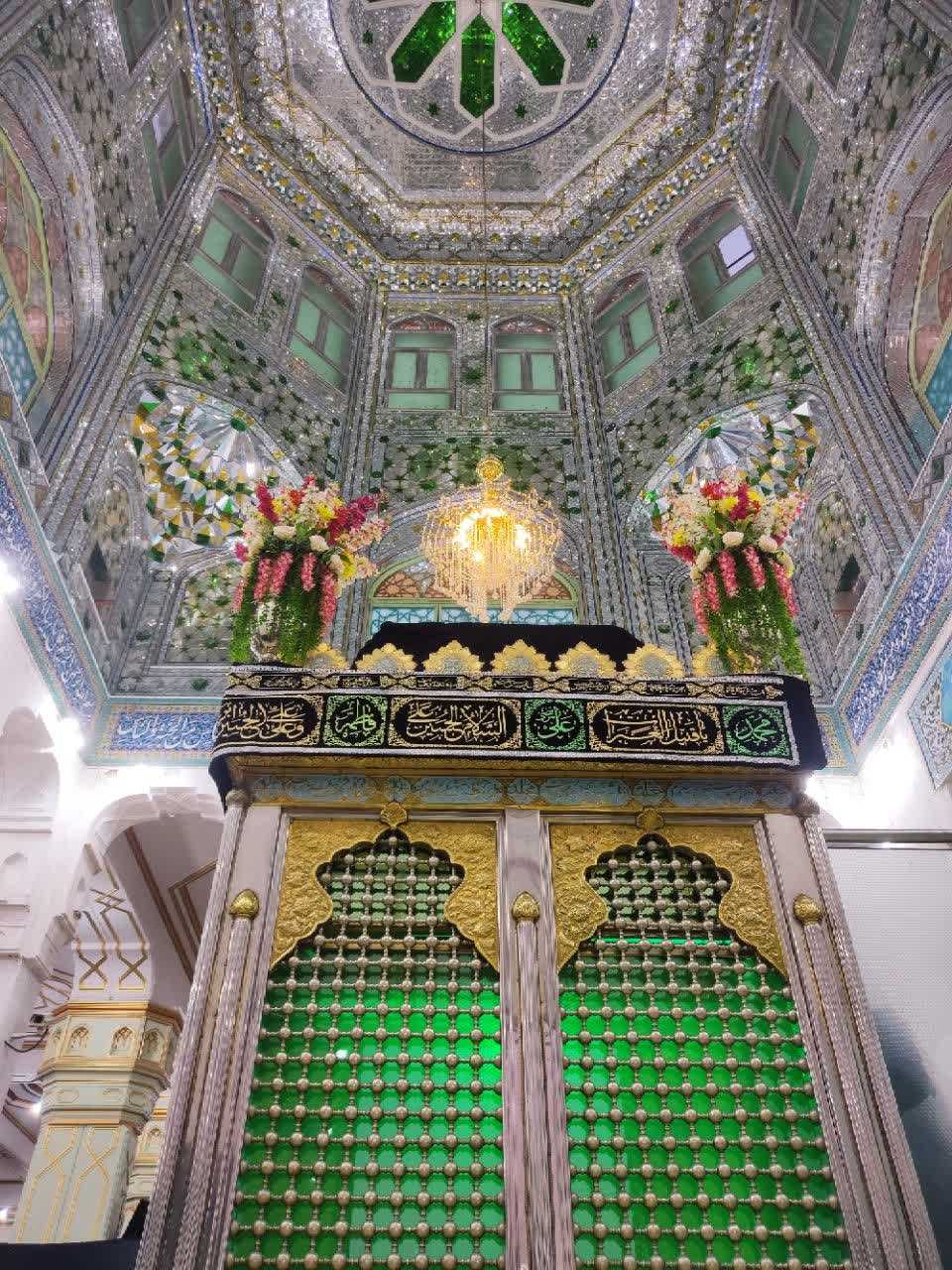
نمایی از ضریح آرامگاه و گنبد بالای آن (حدود ۱۴۰۱ شمسی)

پس از یکسال اقامت در دزفول، سبزقبا مریض شد و به همان مرض (گویا در ۱۸۳ قمری/۷۸–۱۷۷ شمسی) درگذشت. گفته‌اند قبل از مرگش خود را پسر موسی بن جعفر معرفی می‌کند، و به پیرزن شیعه نامه‌ای می‌دهد، تا به علی بن موسی رساند. علی که در مسیر طوس بوده، پس از رسیدن به دزفول و زیارت قبر محمد، با پیرزن محبت‌آمیز رفتار کرده، و وعده شفاعت در روز قیامت را داده است.

## آیا واقعاً اینجا آرامگاه محمد بن موسی است؟
نعمت‌الله جزائری در یکی از کتاب‌هایش اشاره به سبزقبا و هویت او به‌عنوان فرزند موسی بن جعفر دارد، اما این تنها جایی است که می‌توان از سبزقبا و هویت وی اثری یافت، که به اطمینان به انتساب آرامگاه به محمد بن موسی نمی‌رسد. شیخ مفید در کتاب اَلاِرشاد خود، از محمد بن موسی یاد کرده، و در اِعلامُ الوَریٰ وی شخصی درست‌کار و باتقوا توصیف شده است. آرامگاه‌های دیگری در شهرهای گوناگون من‌جمله شیراز نیز منسوب به محمد بن موسی وجود دارند.

## توسعه حرم
گویا اولین بنای حرم سبزقبا به دوره سلجوقی مربوط می‌شود.هر چند حرم در سده چهاردهم شمسی توسعه بسیاری به خود دید، اما توسعه آن همچنان توسط دست‌اندرکارانش دنبال می‌شود. از برنامه‌های توسعه حرم می‌توان به تلاش برای تبدیل آن به حرم چهارم اهل بیت در ایران (در کنار مشهد، شیراز و قم)، و قطب فرهنگی–زیارتی جنوب غرب کشور اشاره کرد.

## تصاویر

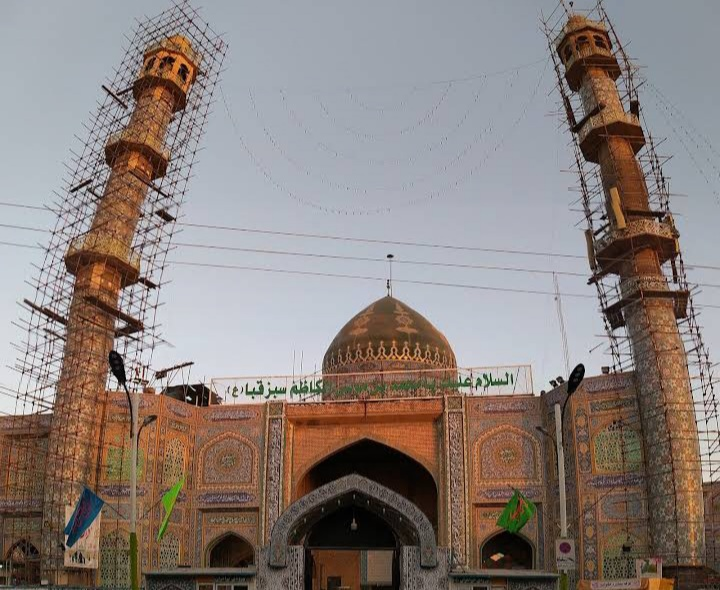
نمای حرم از روبرو (حدود ۱۴۰۱ شمسی)

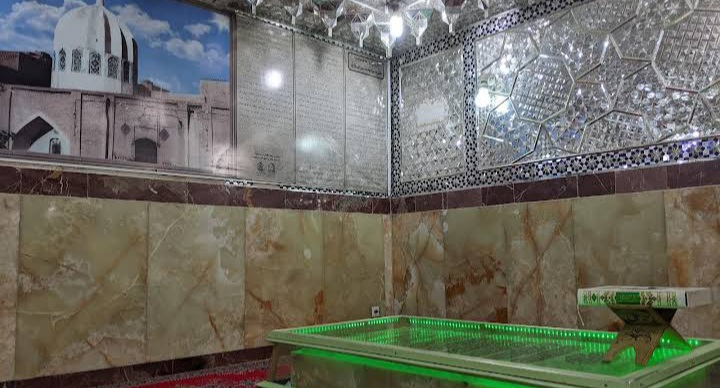
اتاقکی که قبر منسوب به سبزقبا در آن قرار دارد. این اتاقک از طریق یک سری پله قابل دسترس است، و درب ورودی پله‌ها در بعضی روزهای به‌خصوص سال باز می‌شود. روی دیوار تصویر حرم قدیمی سبزقبا با گنبد گچی دیده می‌شود. (حدود ۱۴۰۲ شمسی)

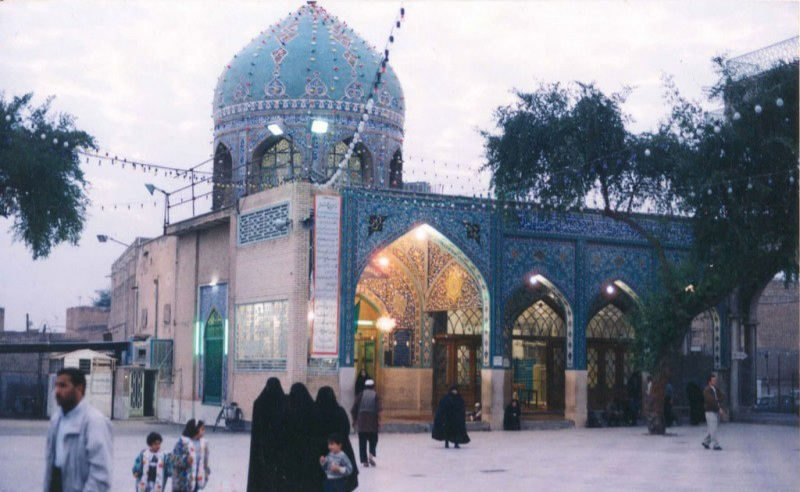
نمایی از حرم در سال ۱۳۷۸ شمسی

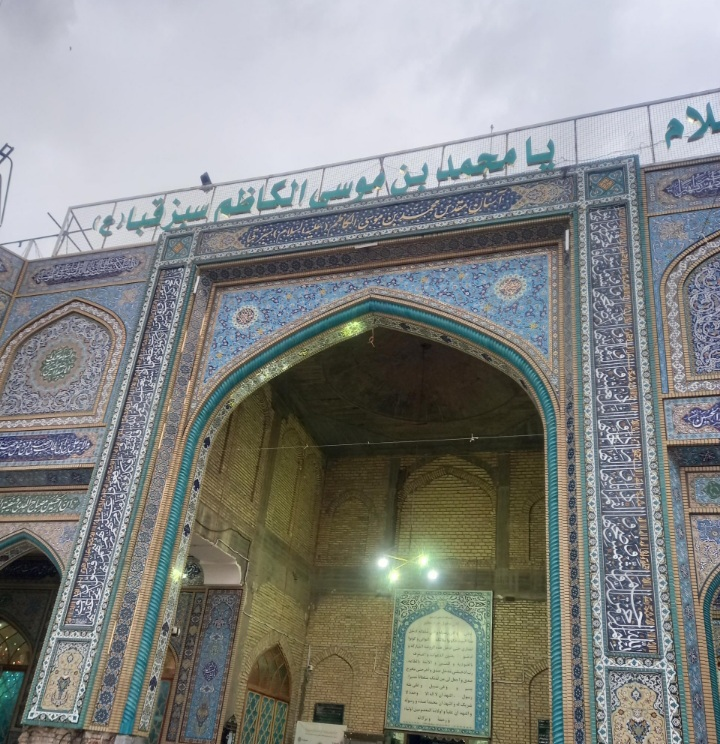
ایوان اصلی حرم (بهار ۱۴۰۴ شمسی)

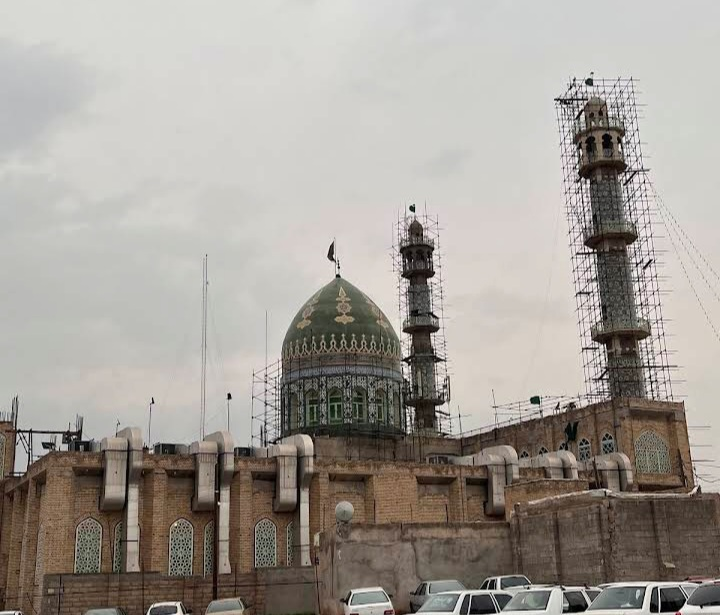
نمایی از پشت حرم (حدود ۱۴۰۲ شمسی)

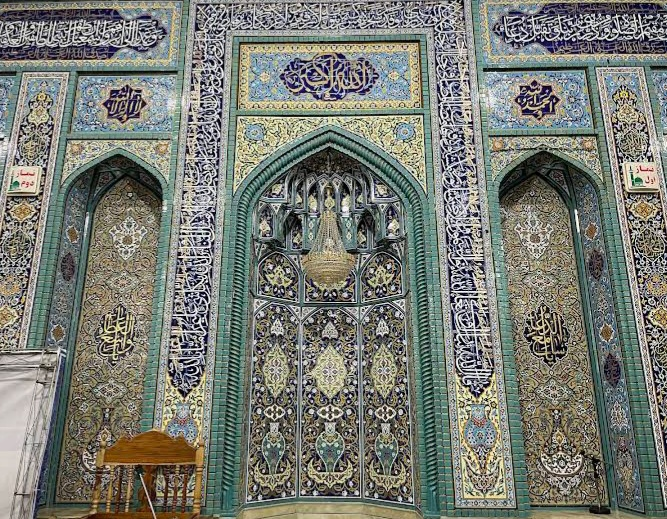
محراب حرم که در قسمت آقایان واقع است. (حدود ۱۴۰۲ شمسی)